# Винзор Макеј
Винзор Макеј (енгл. Winsor McCay; Спринг Лејк, 26. септембар 1867 — Њујорк, 26. јул 1934) је био амерички стрип аутор и пионир анимираног филма. 
Творац је ремек-дела светског стрипа Мали Немо у земљи снова. Својим стриповима утицао је на многе нараштаје ликовних уметника, укључујући и таква имена као што су Мебијус, Крис Вер, Вилијам Џојс, Андре Леблан, Бил Вотерсон и Морис Сендак.

## Животопис
У почетку је радио као стрип-цртач. Године 1903. почиње да објављује стрип Dreams of a Rarebit Fiend, а 1905. стрип Мали Немо (пун наслов: Мали Немо у земљи снова, енгл. Little Nemo in Slumberland). 
У својим анимираним филмовима био је главни цртач. Након четири године рада и око 4.000 цртежа, године 1911. објављује кратки анимирани филм Мали Немо. Најпопуларнији Макејов филм био је Герти диносаурус. Креативни врхунац каријере представља му филм Потапање Лузитаније (1918) (са око 25.000 цртежа), инспирисан нападом Немаца на британски брод „Лузитанија“ 7. маја 1915. 
Макеј се повлачи из рада на филму 1920-их, у време када се у анимирани филм у потпуности уводи екипна подела рада. Сматра се првим класиком анимираног филма и једним од највећих стваралаца стрипова у историји те уметности.

## Стрипографија (избор)
- (1904-1906)
- (1904-1913)
- (1905)
- (1905-1910)
- (1905-1914)
- (1909-1911)

## Филмографија
- (1911)
- (1911)
- (1912)
- (1914)
- (1918)
- (1921)
- (1921)
- (1921)
- (1921)
- (1921)
- (1921)
- (1921)
- (1922)